# Château de Garro
 (novembre 2018).
Si vous disposez d'ouvrages ou d'articles de référence ou si vous connaissez des sites web de qualité traitant du thème abordé ici, merci de compléter l'article en donnant les références utiles à sa vérifiabilité et en les liant à la section « Notes et références ».
Le château de Garro (en basque Garroko Jauregia) est un château des Pyrénées-Atlantiques situé à Mendionde. 

## Historique
Le château de Garro fut érigé en baronnie par lettres patentes de mai 1654 en faveur de Salvat d'Alzat d'Urtubie, époux (en 1641) de Marie de Garro.
À la mort du dernier seigneur (1923), le château fut la propriété de Monsieur Lesca qui le légua à la ville de Bayonne. En 1995 il devint la propriété de la commune de Mendionde. Il a abrité successivement la 1re école d'agriculture du Pays basque (aujourd'hui lycée Armand-David à Hasparren), une unité de fabrication de fromage, une colonie de vacances et un lieu de catéchisme.
De nos jours, il abrite un atelier de sculpteur et sert de cadre à des manifestations culturelles.
Le dernier héritier légitime Ramuntxo Biscay dit Garro revendique la propriété du domaine[réf. nécessaire].
Le château et ses dépendances sont inscrits au titre des monuments historiques par arrêté du 6 novembre 2015.

### Articles connexes

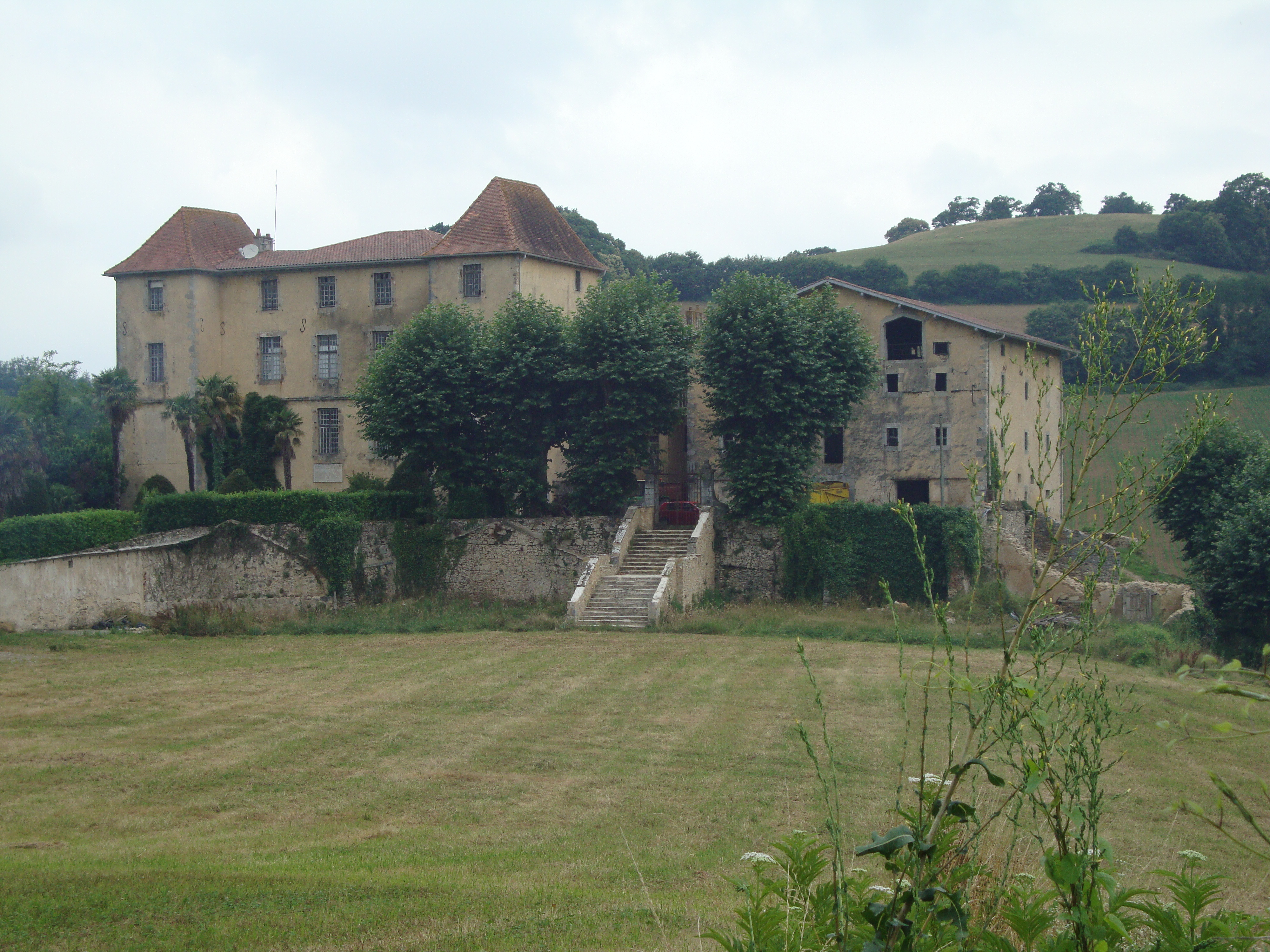
Le château avec une dépendance agricole